# Syringius rebellatrix
Syringius rebellatrix är en insektsart som beskrevs av Dlabola 1995. Syringius rebellatrix ingår i släktet Syringius och familjen dvärgstritar. Inga underarter finns listade i Catalogue of Life.